# Böttstein
Böttstein (gsw. Böötschde) – gmina (niem. Einwohnergemeinde) w Szwajcarii, w kantonie Argowia, w okręgu Zurzach. Liczy 3 982 mieszkańców (31 grudnia 2020). Leży nad rzeką Aare. 